# Lexa (Vorname)
Lexa  ist ein weiblicher Vorname.

## Herkunft und Bedeutung
Der Name ist eine englische Kurzform von Alexandra oder Alexa. Weitere Varianten sind Alex, Alexina, Ali, Allie, Lexi, Lexie, Lexine, Lexy, Sandie, Sandy, Zandra, Alyx, Drina und Ally.

## Bekannte Namensträgerinnen
- Lexa, bürgerlich Léa Cristina Araújo da Fonseca (* 1995), brasilianische Sängerin, Songwriterin, Schauspielerin und Tänzerin
- Lexa Doig, Künstlername von Alexandra Shanks (* 1973), kanadische Schauspielerin